# Saint-Hilaire-de-Briouze

Saint-Hilaire-de-Briouze este o comună în departamentul Orne, Franța. În 1 ianuarie 2022 avea o populație de 299 de locuitori.